# Hans-Ers
Hans-Ers är en hälsingegård i Ovanåkers kommun i Hälsingland. Hemmanet kan spåra sin historia åtminstone till 1500-talet eftersom det förekommer i 1560 års jordebok. Mangårdsbyggnaden är byggd som parstuga 1750 och har bevarat interiörmåleri från 1800-talet med schablonmåleri i förstugan och den övre hallen. Det förekommer också dekorationsmåleri av dalmålaren Svärdes Hans Ersson.
År 1964 påträffades en gömd gammal bonad på gården. Bonaden är över 80 kvadratmeter stor och har flera motiv inklusive framträdande bibliska från Esters bok målade på 1500-talet. Delar av bonaden tros dock vara ännu äldre, troligen från 1400-talet. Bonaden finns i Hälsinglands museums samlingar i Hudiksvall.
På gården erbjuds guidade visningar efter överenskommelse och den uthyres även sommartid.